# Leporinus obtusidens
Leporinus obtusidens és una espècie de peix de la família dels anostòmids i de l'ordre dels caraciformes.

## Morfologia
- Els mascles poden assolir 76 cm de llargària total i 5.752 g de pes.[3][4]

## Alimentació
És omnívor.

## Hàbitat
Viu en zones de clima subtropical.

## Distribució geogràfica
Es troba a Sud-amèrica: conques dels rius Paranà, La Plata i São Francisco.